# The Brothers (Nouvelle-Zélande)
Pour les articles homonymes, voir The Brothers.
The Brothers, "Les frères" en français, sont un groupe de petites îles dans le détroit de Cook en Nouvelle-Zélande, au large de la côte Est de l'île Arapaoa.

## Mythologie et histoire
Dans la mythologie maorie, les Brothers sont fortement liés à la légende de Te Wheke-a-Muturangi, une pieuvre géante qui est indissociable de la genèse mythologique des Marlborough Sounds. Le monstre aurait été tué par le navigateur légendaire Kupe après une longue poursuite à travers le Pacifique. Le lieu exact du combat est l'entrée de la baie de Tōtaranui, plus précisément la baie Te Moana o Raukawa. Le coup décisif aurait coupé la pieuvre en deux. Suivant une version de la légende, un des yeux de Te Wheke-a-Muturangi aurait été déposé sur l'île Arapaoa, et l'autre sur les Brothers. D'après une autres interprétation, chacun des yeux aurait été déposé sur l'un des roches des Brothers qui auraient été pour cela déclarés tapu, un karakia ayant été chanté après la mort du monstre,.

## Topographie et toponymie
Le nom maori des Brothers est Ngāwhatu Kai-ponu. Ce nom se réfère directement à la légende de Te-Wheke-a-Muturangi, car il sous-entend que chacun des rochers est un des globes oculaires du monstre.
L'île la plus septentrionale est plus réduite, ne mesurant que quatre hectares, mais plus élevée, culminant à 66 mètres d'altitude ; l'île méridionale, environ deux fois plus vaste et couvrant huit hectares, est plus basse de quelques mètres,.

## Environnement
L'île Brother du Nord est un sanctuaire pour certaines espèces rares de reptiles comme le sphénodon des Brothers alors que la plus grande île est le site du phare de ces îles.